# Sony α

logo Sony α

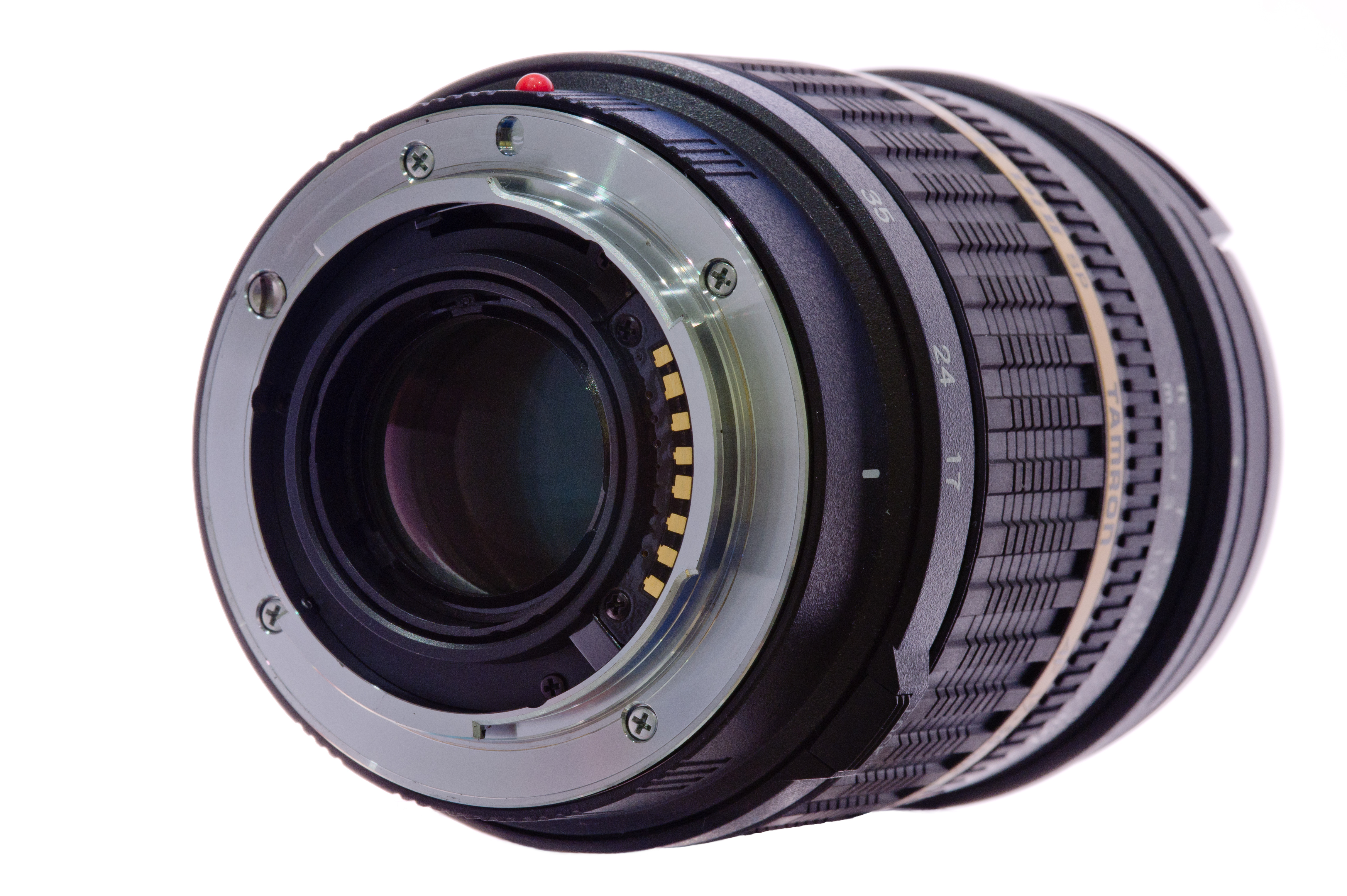
Bajonet Sony A na Tamron SP 17-50mm F2.8

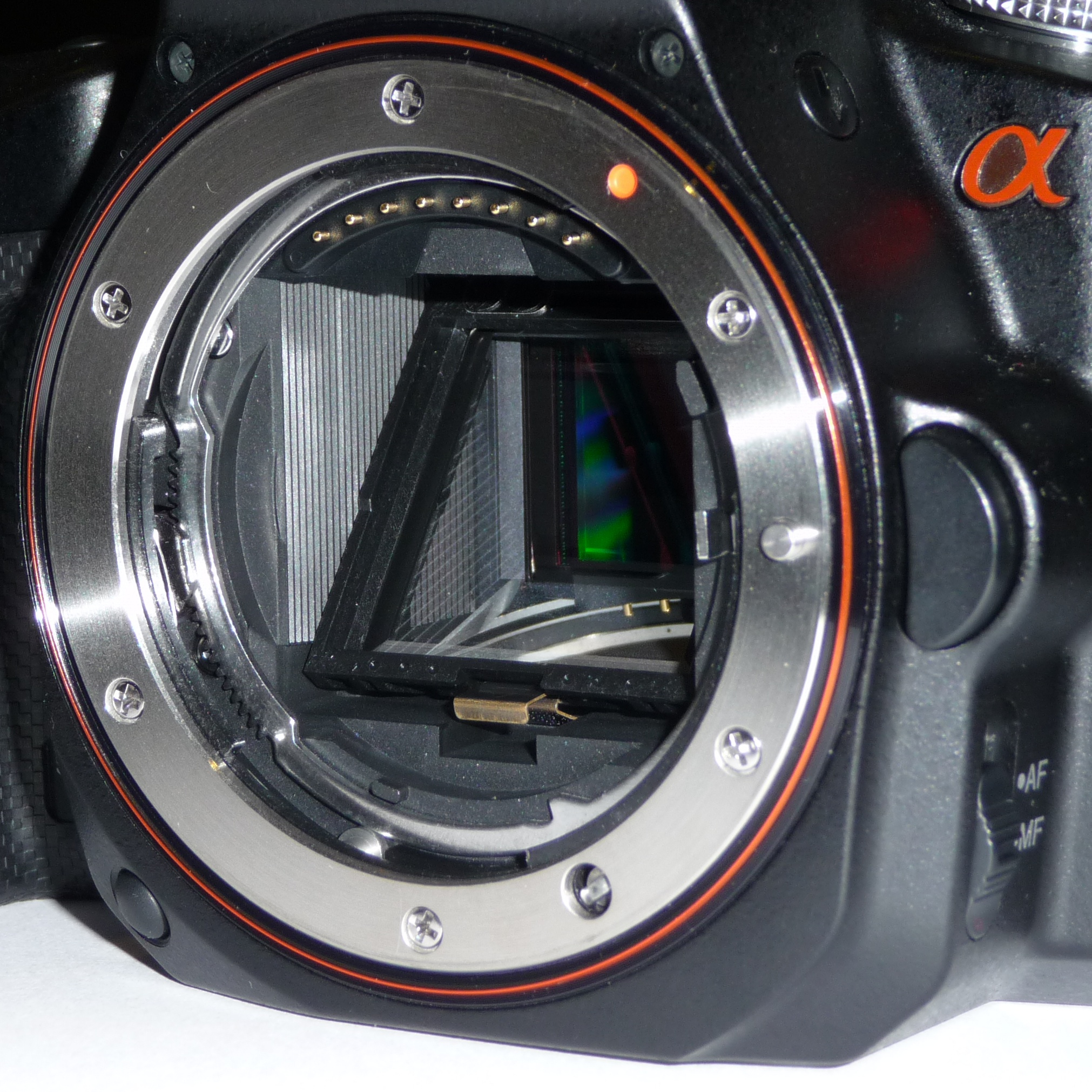
Bajonet Sony A na fotoaparátu α33

Sony α (malé řecké písmeno alfa se často přepisuje jako Sony Alpha) je fotografický systém představený 5. června 2006. Využívá a rozšiřuje technologie fotoaparátu Konica Minolta, včetně objektivu Minolta AF SLR, jehož aktiva získala společnost Sony po skončení fotografické sekce společnosti Minolta na počátku roku 2006. Sony má rovněž 11,08% podíl v japonském výrobci objektivů Tamron, o kterém je známo, že uzavřel partnerství s Konica Minolta a Sony při navrhování a výrobě mnoha objektivů s proměnným ohniskem (zoomem).
Před akvizicí společností Sony již značku α na japonském trhu používala společnost Minolta pro svůj fotografický systém AF (v Evropě uváděný na trh jako „Dynax“ a v Severní Americe „Maxxum“). Společnost Sony přijala název „A-mount system“ pro bajonet AF objektivu Minolta, který byl zachován v jejich nové řadě zrcadlovek.
Vstup společnosti Sony na trh digitálních zrcadlovek se datuje do července 2005, kdy spolupráce se společností Konica Minolta vedl k tomu, že obě společnosti uvedly na trh aktualizovanou řadu digitálních zrcadlovek pro veřejnost. V letech 2006 až 2008 byla Sony nejrychleji rostoucí společností na trhu DSLR a v roce 2008 dosáhla 13% podílu na trhu a stala se třetí největší společností DSLR na světě.
V květnu 2010 společnost Sony představila dvě bezzrcadlovky s výměnnými objektivy α NEX (New E-mount Experience) vybavené novým patentovaným Sony E-mount. Objektivy s bajonetem A lze použít ve fotoaparátech s bajonetem E s adaptérem - pouze u společnosti Sony jsou k dispozici čtyři různé adaptéry.
Společnost Sony oznámila v roce 2008 plány na zavedení speciálního servisního programu pro fotoaparáty pro profesionální fotografy od uvedení modelu α900. Podpora společnosti Sony Imaging PRO (aka SPS) byl nakonec založen od roku 2013 do roku 2015 v závislosti na zemi.

## Těla fotoaparátů
Systém modelu Sony α pracuje na principu, že další model v řadě má další funkce k níže uvedenému; například model α330 má vlastnosti základního modelu α230, ale má LCD s naklápěním a funkcí Quick AF Live View, zatímco model α380 má nastavení a funkce modelu α330, ale má zvýšené rozlišení na 14,2 megapixelů.
Živý náhled má pouze několik digitálních zrcadlovek Sony APS-C, s výjimkou modelů Sony α100, α200, α230, α290, α700, α850 a α900. Režim živého náhledu je vybaven inteligentním telekonvertorem 1,4x nebo 2x, který digitálně přiblíží předmět a reprodukuje pixely v poměru 1: 1, čímž zabrání zhoršení kvality obrazu.
V roce 2010 společnost Sony nahradila starší design DSLR fotoaparáty SLT, kde „SLT“ znamená „single-lens translucent“, což znamená pevný oddělovač svazku paprsků v obrazové cestě. Sony SLT dokáže pořizovat filmové soubory ve formátu Full HD 1080p AVCHD s automatickým zaostřováním s kontinuální fázovou detekcí.
Spolu s fotoaparáty α33 a α55 společnost Sony také ohlásila jednu z posledních digitálních jednookých zrcadlovek Sony - model α560, který dokáže také pořizovat filmové soubory v rozlišení Full HD 1080p AVCHD, ale s omezeným ručním ovládáním a bez nepřetržitého automatického ostření. Tyto tři fotoaparáty používají stejnou technologii snímače Sony Exmor APS HD CMOS. Fotoaparáty α33 a α55 jsou založeny na SLT (pevná propustná zrcadla) a mohou pořizovat filmové soubory s nepřetržitým automatickým ostřením, zatímco digitální zrcadlovky používající zrcadla obvykle nemohou, alespoň ne bez omezení.

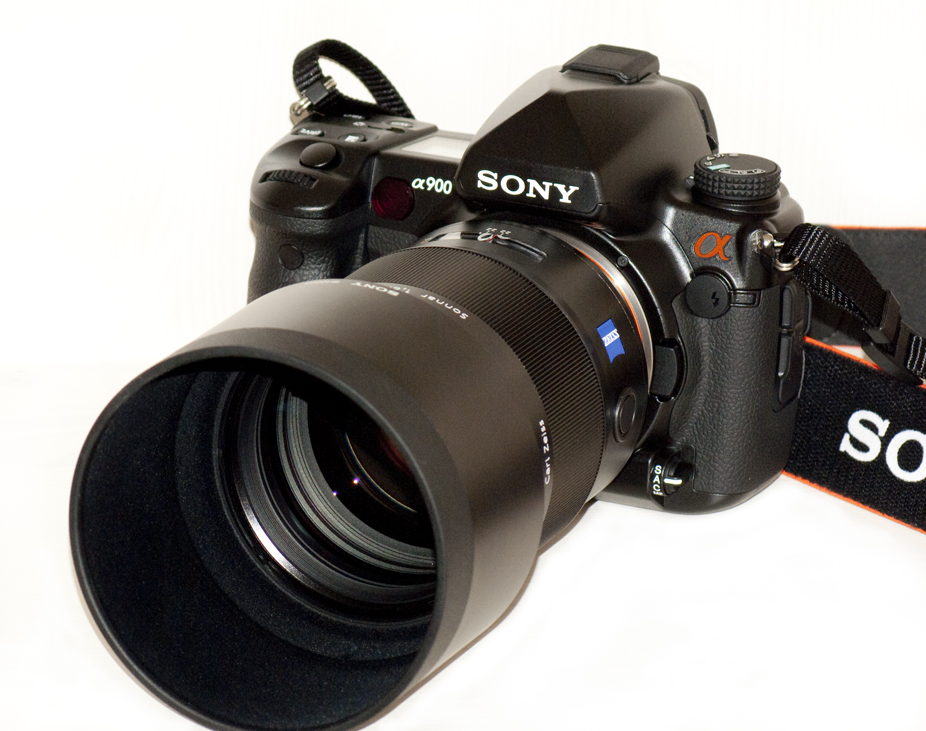
Sony α900 se Sony SAL-135F18Z
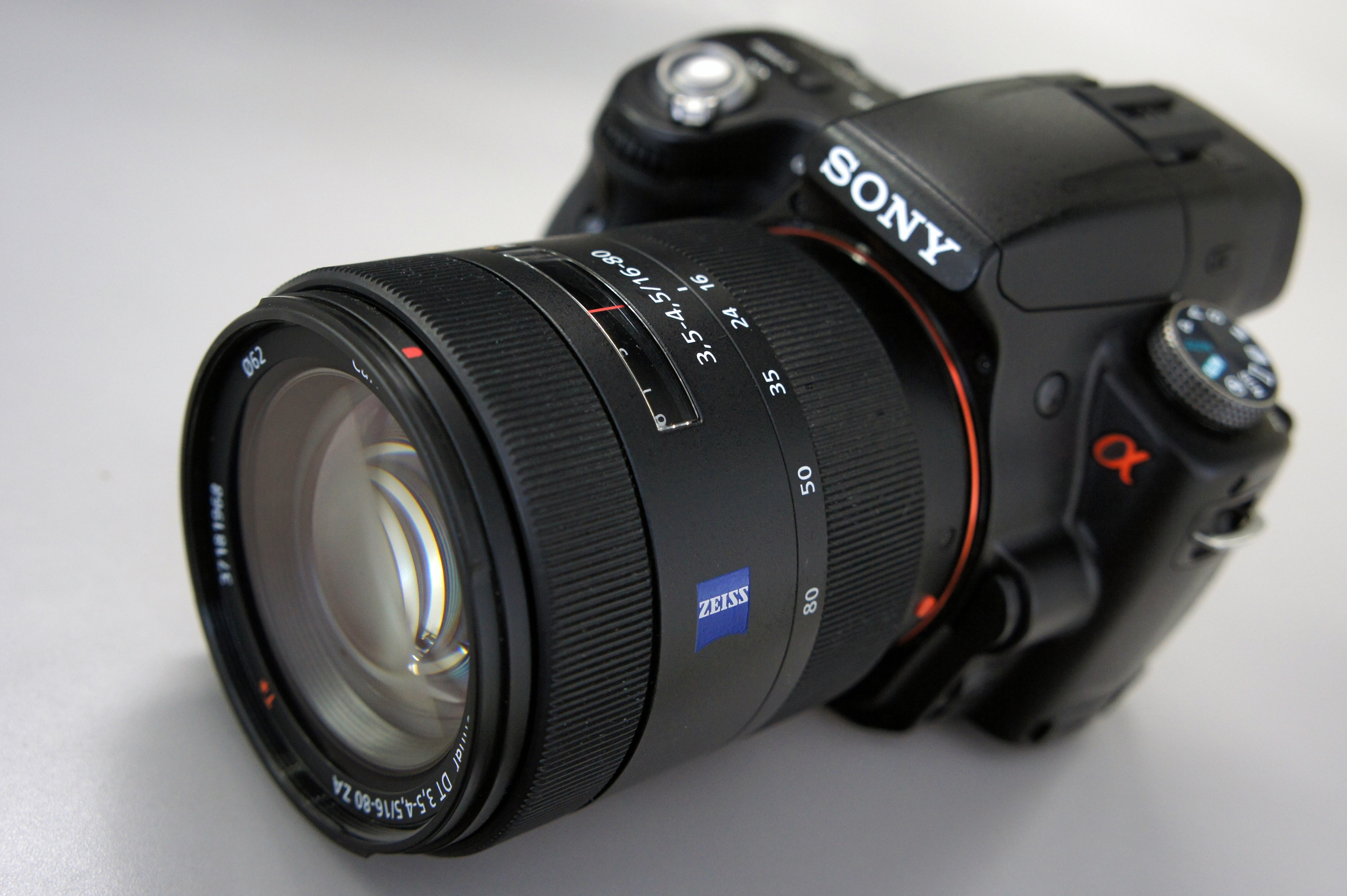
Sony α55 s SAL-1680Z
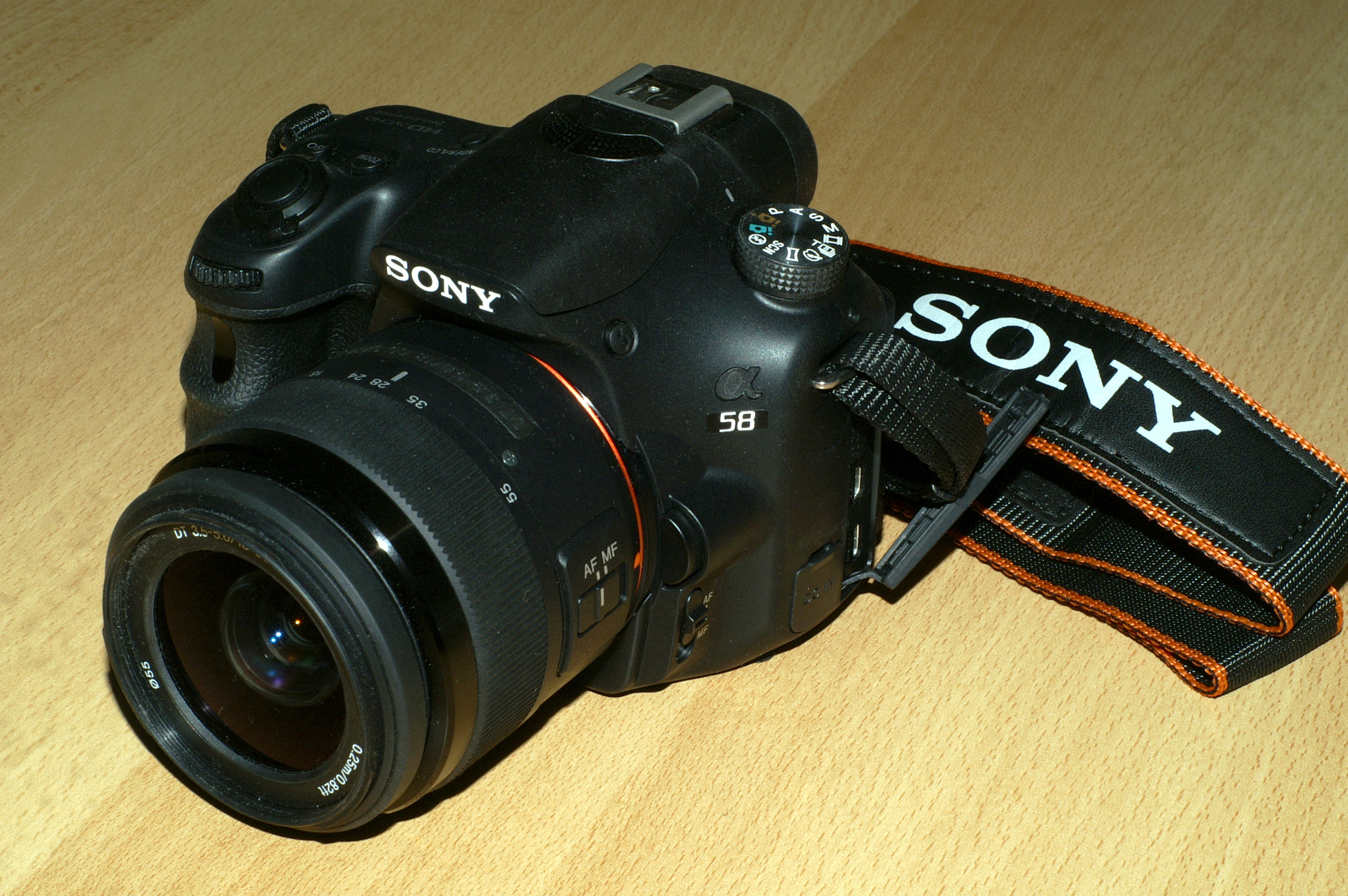
Sony α58 s SAL-1855-2
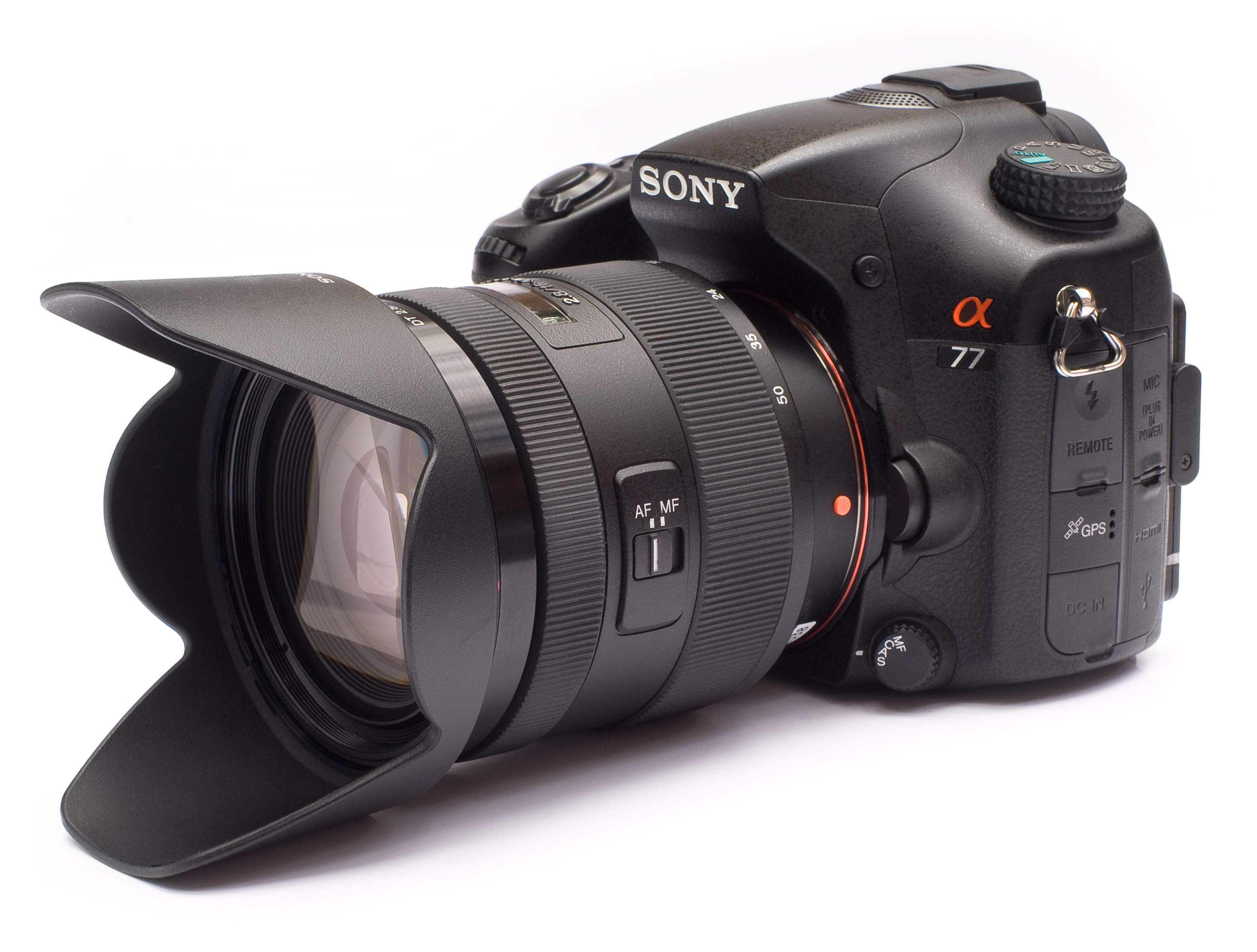
Sony α77, vlajková loď fotoaparátů APS-C

## Objektivy s bajonetem A.

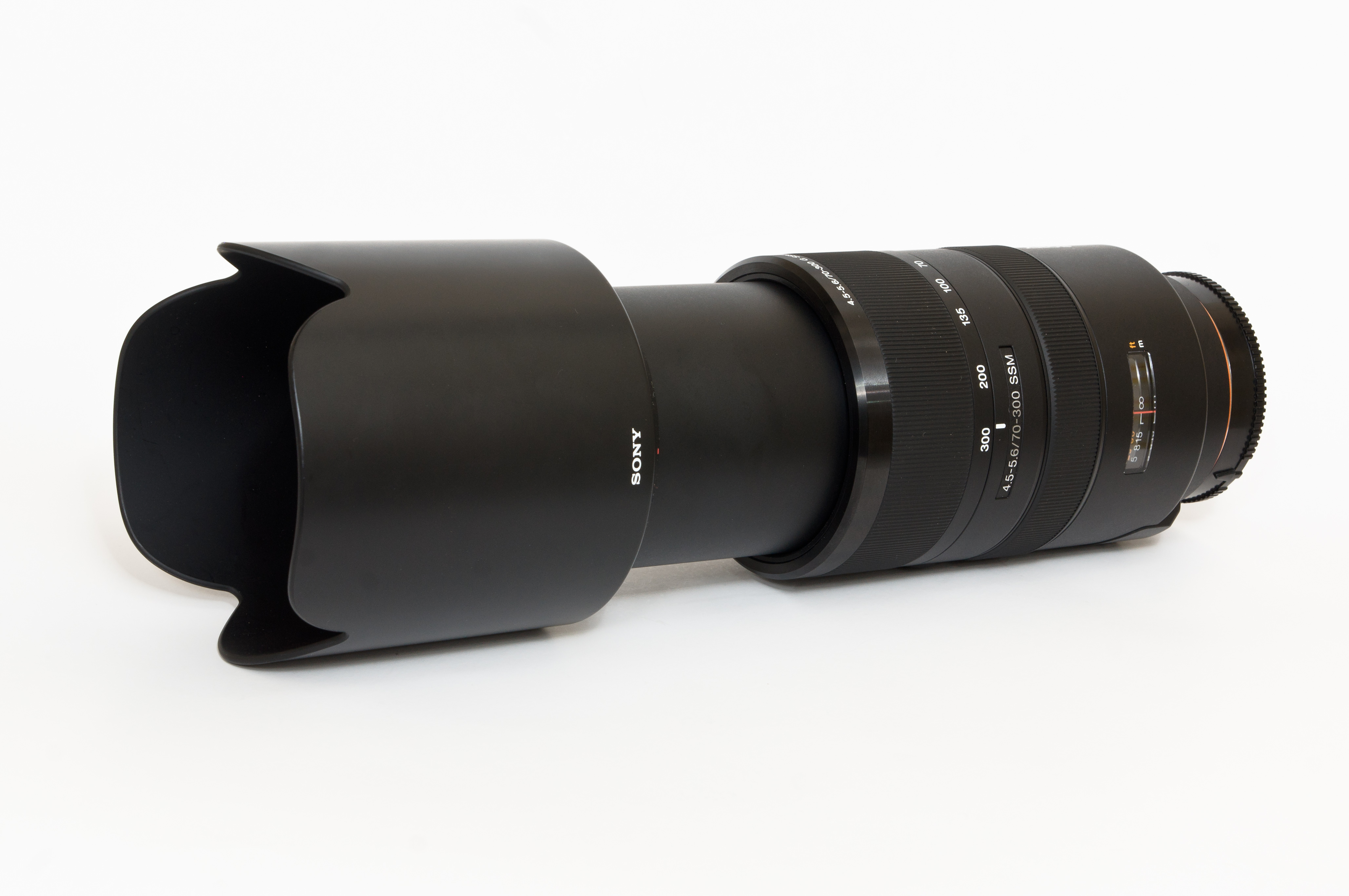
Teleobjektiv se zoomem Sony 70-300 mm f / 4,5-5,6 G SSM (SAL-70300G)

Bajonet A, původně známý jako bajonetové uchycení typu A, představila společnost Minolta v roce 1985 jako první plně integrovaný systém automatického ostření SLR na světě. Výsledkem je, že všechny objektivy s bajonetem A Minolta lze použít na digitálních zrcadlovkách Sony (kromě toho, že některé novější funkce fotoaparátu použít nelze) a všechny objektivy Sony s bajonetem A fungují na filmových a digitálních zrcadlovkách Minolta (kromě SSM / SAM objektivy lze použít pouze s manuálním zaostřováním na fotoaparátech nepodporujících SSM a že objektivy formátu APS-C nelze vzhledem k jejich menšímu obrazovému kruhu rozumně použít na filmové fotoaparáty). Během počátečního zavedení systému α v roce 2006 společnost Sony oznámila 19 objektivů a 2 telekonvertory, z nichž většina byla přejmenována na objektivy Konica Minolta. Na veletrhu PMA v roce 2007 společnost Sony představila několik nových objektivů, ale odkazovala na ně pouze kvalitativně a neposkytla specifikace.
Dne 18. května 2009 společnost Sony představila první objektivy s bajonetem A, které mají nový motor s automatickým ostřením SAM (Smooth Auto-focus Motor) pro další vylepšení rychlosti AF specifické pro objektiv. Tento úvod byl proveden s novými těly fotoaparátů řady „+30“ (α350 + 30 = α380). Tato nová těla si zachovávají motor zaostření v těle pro zpětnou kompatibilitu s historickou kolekcí objektivů. Nová těla navíc využívají výstup HDMI pro zobrazení na televizorech HDTV a jsou vybaveny dvěma sloty pro paměťové karty jak pro vlastní čipy Memory Stick Pro Duo společnosti Sony, tak pro média SDHC, přičemž vylučují podporu CompactFlash.

## Objektivy s bajonetem E.
V roce 2010 společnost Sony přidala do své řady Sony α systém E-mount. To zahrnuje zrcadlovky i videokamery. Nejprve se jim říkalo „NEX“, ale tento název se pro bezzrcadlové fotoaparáty pro „ILCE“ vypustil.

## Ostatní příslušenství

### Zábleskový systém

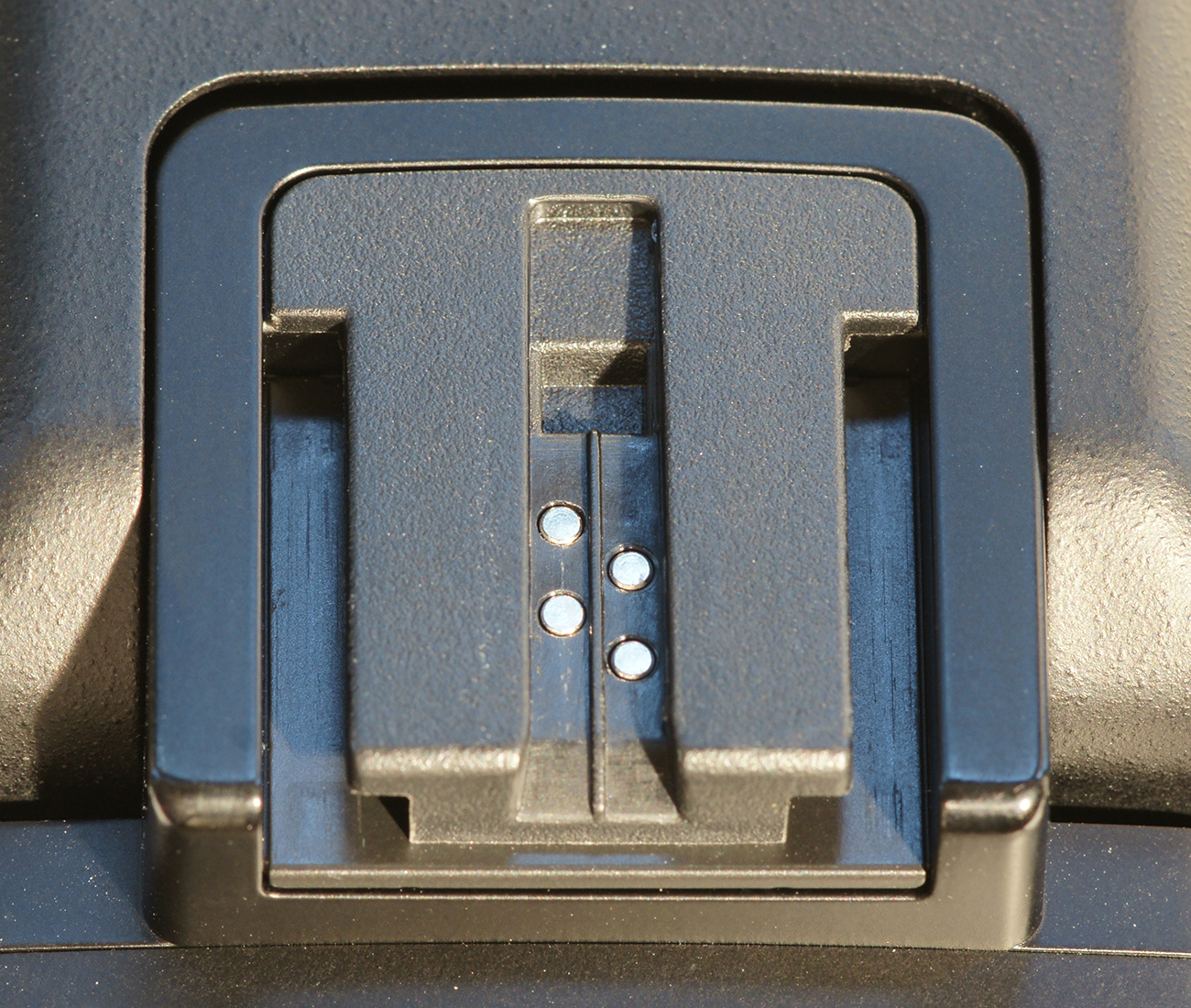
Patice Auto-lock (iISO hotshoe) používaná v letech 1988 až 2012

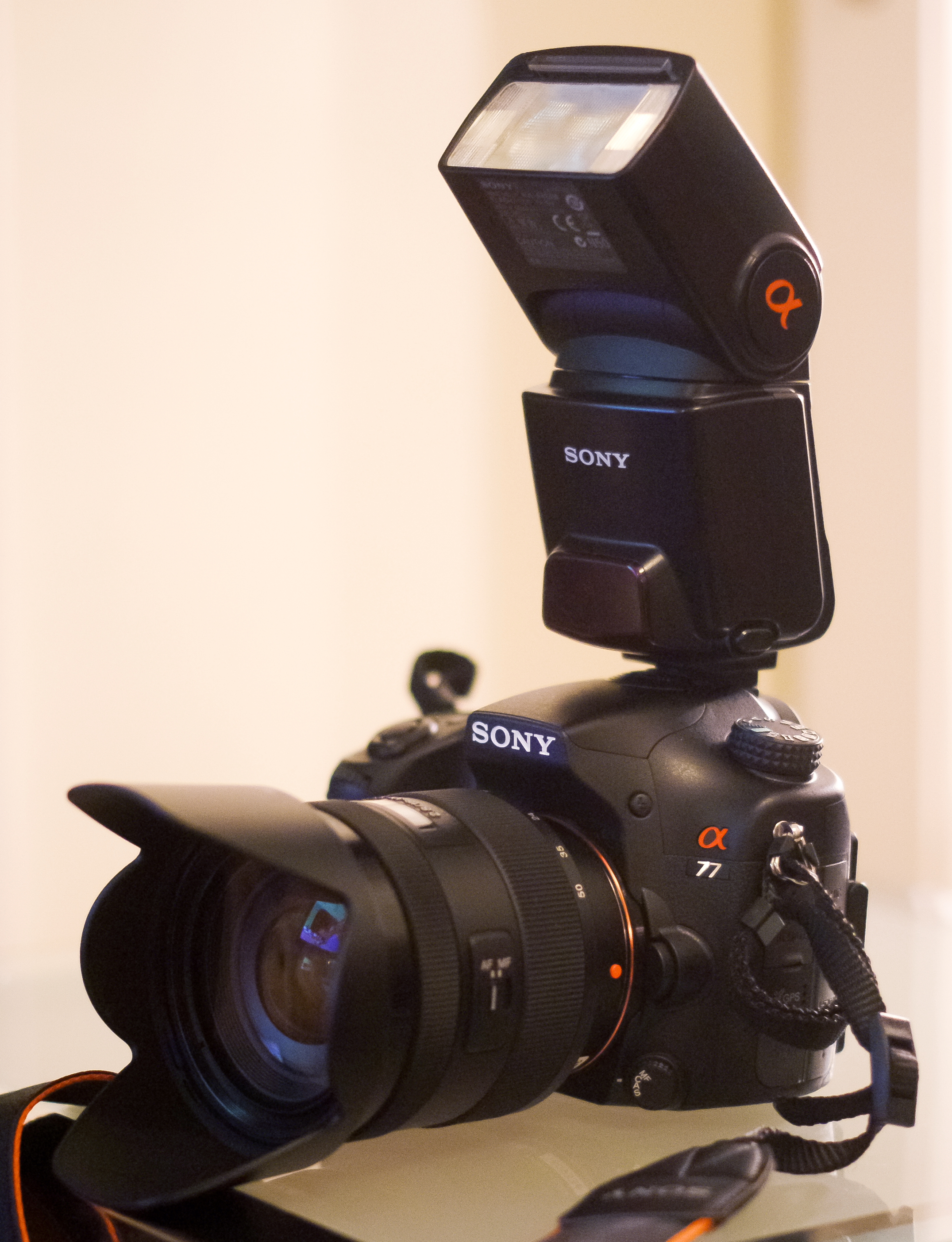
Sony SLT-A77 s bleskem

Čtyřkolíková patice s automatickým zamykáním (aka iISO hotshoe) na všech digitálních jednookých zrcadlovkách / SLT Sony a některých modelech NEX do roku 2012–08 byla představena společností Minolta v roce 1988 pro své řady zrcadlovek A-mount a Maxxum / Dynax / α byla také použita na jejich digitálních fotoaparátech řady DiMAGE A. Nabízí nasouvací automatické zamykání, ale je mechanicky nekompatibilní se sáňkami založenými na normě ISO 518, které využívá většina ostatních výrobců fotoaparátů a příslušenství. Kompatibilní sedmikolíková varianta také existovala, ale byla zřídka používána společností Minolta a vůbec ne společností Sony. Pasivní adaptéry Minolta FS-1100 a FS-PC umožňují přizpůsobit blesky Minolta AF a TTL s paticí ISO na fotoaparáty s automatickou paticí příslušenství, zatímco FS-1200 umožňuje uživatelům používat blesky AF TTL s auto-lock paticí na dřívější zrcadlovky Minolta. Tyto adaptéry neposkytují žádnou ochranu proti přepětí ani galvanické oddělení, ale zachovávají si podporu TTL u filmových fotoaparátů Minolta. Digitální fotoaparáty však pro podporu TTL vyžadují blesky připravené pro digitální zpracování. Pokud není podporována TTL, ale je vyžadována ochrana proti napětí a galvanické oddělení, lze místo toho použít fotoaparát Sony FA-HS1AM k připojení zařízení založených na ISO na fotoaparátech s automatickým zamykáním na příslušenství. Pokud není nutné elektrické připojení, lze použít také mechanický adaptér Sony FA-SA1AM.
V září 2012 společnost Sony představila nový 21+3 pinový typ sáněk kompatibilní s ISO-518 zvané Multi Interface Shoe, která nahradila patici s automatickým zámkem, která se dříve používala u zařízení α. Adaptér ADP-MAA přizpůsobil stávající čtyřpinové patice pro blesky s automatickým zámkem na fotoaparáty s novou paticí Multi Interface Shoe, zatímco adaptér ADP-AMA umožňuje fotografům používat některé nové vybavení s paticí Multi Interface na starších fotoaparátech s paticí s automatickým zámkem.
První dva modely blesků vydané společností Sony (HVL-F36AM a HVL-F56AM) jsou stejně jako první generace objektivů předělané modely Minolta Program Flash 3600HS (D) a Minolta Program Flash 5600HS (D). Později společnost Sony dále rozšířila svůj systém blesků a umožnila pokročilé bezdrátové ovládání blesku, včetně seskupení externích blesků do skupin s plnou kontrolou výkonu. 
HVL-RLAM a HVL-RL1 jsou kruhová trvalá LED světla určená pro natáčení videí. V omezené míře je lze použít také pro makrofotografie statických objektů, i když je upřednostňován skutečný makro blesk. Systém blesků Sony neobsahuje kruhový blesk, ale Minolta R-1200 a 1200 kruhové hlavy blesku AF lze použít také s řadičem Minolta Macro Flash Controller MFC-1000 na digitálních zrcadlovkách Sony, zatímco starší řídicí jednotka Minolta 1200 AF není kompatibilní s digitálními fotoaparáty. Fotoaparát MFC-1000 je slučitelný také s bleskem Minolta Twin Flash T-2400, stejně jako s dvojitým bleskem Sony HVL-MT24AM, ale ne naopak.

### Svislé ovládací rukojeti
Pro řadu α DSLR a MILC byly uvolněny vertikální ovládací úchyty (gripy), s výjimkou nejnovějších DSLR základní úrovně: α230, α330, α380, α290 a α390. Nový model α65 také nebude mít vertikální grip. Všechny svislé rukojeti se prodávají samostatně.

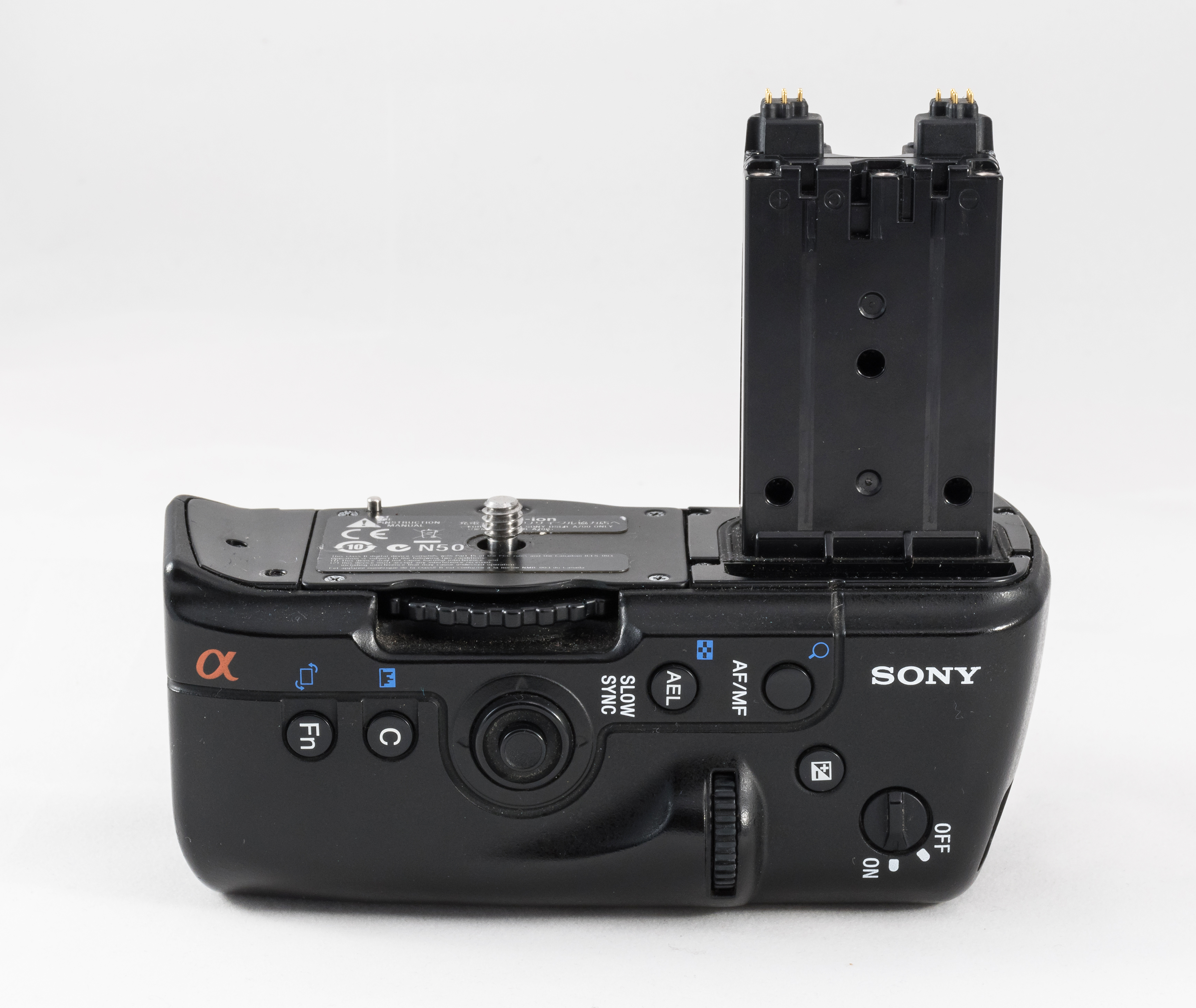
Grip VG-C70AM pro Sony α700

| Model fotoaparátu | Kompatibilní těla            | Podporovaný počet baterií                 | Tlačítko spouště | Grip senzor            | Duplikované ovládací prvky, číselníky a páčky | Montáž vyžaduje vyjmutí baterie f. | Kompaktní design | Počet poutek pro řemínek na ruku | Ochrana před špatným počasím |
| ----------------- | ---------------------------- | ----------------------------------------- | ---------------- | ---------------------- | --------------------------------------------- | ---------------------------------- | ---------------- | -------------------------------- | ---------------------------- |
| VG-B30AM          | α200, α300, α350             | 1-2 × NP-FM500H                           | Ano              | Ne                     | Ne                                            | Ano                                | Ne               | 1                                | Ne                           |
| VG-B50AM          | α450, α500, α550, α560, α580 | 1-2 × NP-FM500H                           | Ano              | Ne                     | Ne                                            | Ano                                | Ne               | 2                                | Ne                           |
| VG-C70AM          | α700                         | 1-2 × NP-FM500H                           | Ano              | Jen v americkém modelu | Ano                                           | Ano                                | Ne               | 1                                | Dvířka                       |
| VG-C77AM          | α77, α77 II, α99 II          | 1-2 × NP-FM500H                           | Ano              | Ne                     | Ano                                           | Ano                                | Ne               | 2                                | Ano                          |
| VG-C90AM          | α850, α900                   | 1-2 × NP-FM500H                           | Ano              | Ne                     | Ano                                           | Ano                                | Ne               | 2                                | Dvířka                       |
| VG-C99AM          | α99                          | 1-2 × NP-FM500H (plus 1 × ve fotoaparátu) | Ano              | Ne                     | Ano                                           | Ne                                 | Ano              | 2                                | Ano                          |
| VG-C1EM           | α7, α7R, α7S                 | 1-2 × NP-FW50                             | Ano              | Ne                     | Ne                                            | Ano                                | Ne               |                                  | Ano                          |
| VG-C2EM           | α7 II, α7R II, α7S II        | 1-2 × NP-FW50                             | Ano              | Ne                     | Ne                                            | Ano                                | Ne               |                                  | Ano                          |
| VG-C3EM           | α7 III, α7R III, α9          | 1-2 × NP-FZ100                            | Ano              | Ne                     | Ano                                           | Ano                                | Ne               |                                  | Ano                          |
| VG-C4EM           | α7S III, α7R IV, α9-II       | 1-2 × NP-FZ100                            | Ano              | Ne                     | Ano                                           | Ano                                | Ne               |                                  | Ano                          |

### Ostatní

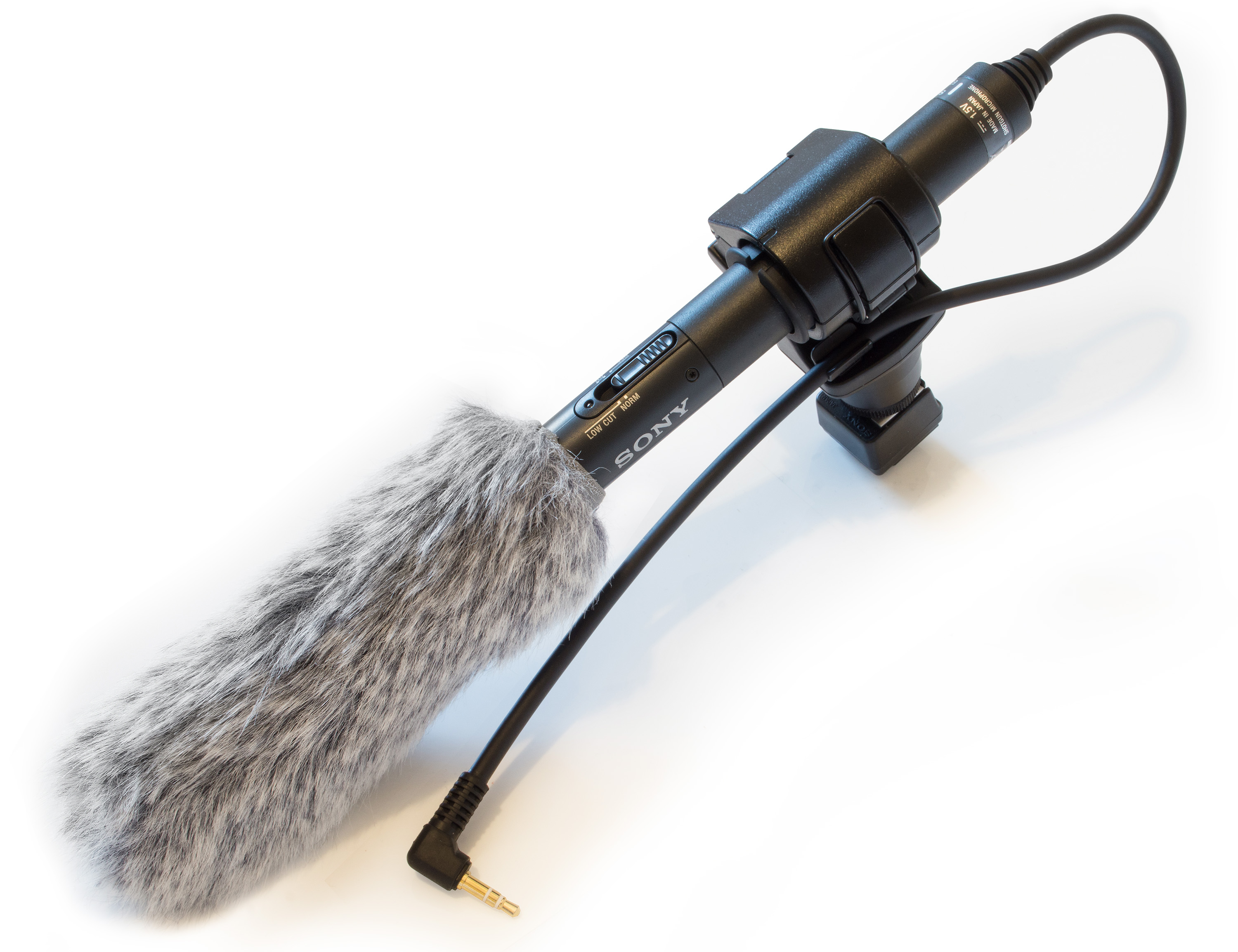
Mikrofon „shotgun“ Sony ECM-CG50 určený pro fotoaparáty α s možností natáčet videa

| Označení  | Popis                            |
| --------- | -------------------------------- |
| ECM-ALST1 | Externí stereofonní mikrofon     |
| ECM-CG50  | Externí „shotgun“ mikrofon       |
| CLM-V55   | Externí LCD obrazovka            |
| HVL-LE1   | LED video světlo                 |
| VCT-55LH  | Montážní konzola pro cold shoe   |
| XLR-K1M   | Adaptér XLR s mikrofonem ECM-XM1 |